# Ель-Кассіб
Ель-Кассіб (англ. al-Kassib, араб. الكسيب) — поселення в Сирії, що складає невеличку друзьку общину в нохії  Ель-Мушаннаф, яка входить до складу однойменної мінтаки Ес-Сувейда в південній сирійській мухафазі Ес-Сувейда.